# Odo II van Champagne
Odo II van Champagne (circa 1040 - 1115) was van 1047 tot 1066 graaf van Troyes (het latere graafschap Champagne) en Meaux. Hij behoorde tot het huis Blois.

## Levensloop
Odo II was een zoon van Stefanus II van Champagne, graaf van Troyes en Meaux, uit diens huwelijk met ene Adela. Na de dood van zijn vader omstreeks 1047 erfde hij Troyes en Meaux, zolang hij minderjarig was onder het regentschap van zijn oom, graaf Theobald III van Blois.
In 1060 huwde hij met de ongeveer vijftien jaar oudere Adelheid (1026-1090), zus van hertog Willem de Veroveraar van Normandië. Adelheid was reeds tweemaal weduwe geworden: haar eerste echtgenoot was graaf Engelram II van Ponthieu, haar tweede graaf Lambert van Boulogne. Bovendien was ze gravin van Aumale, een gebied dat ze suo jure bestuurde.
In 1066 vergezelde hij zijn schoonbroer bij de Normandische verovering van Engeland. Hiervan profiteerde zijn oom Theobald III om zijn bezittingen in Champagne te veroveren. Voor zijn diensten kreeg Odo echter geen beloning, enkel zijn echtgenote Adelheid kreeg de heerlijkheid Holderness in Yorkshire toegewezen. Nadat Adelheid rond 1090 overleed, erfde Odo Holderness. Bij de Opstand van 1088 was Odo II samen met Alan Rufus en Rogier Poitevin bevelhebber van het leger dat koning Willem II van Engeland uitstuurde om rebel William de St-Calais te belegeren in Durham Castle.
In 1095 vielen Odo II en zijn zoon Stefanus van Aumale in ongenade bij koning Willem II. Er was een samenzwering ontdekt van graaf Willem II van Eu en Robert de Montbray, die de Engelse koning van de troon wilden stoten ten voordele van Stefanus, een neef van de koning. Terwijl zijn zoon naar Normandië vluchtte, werd Odo in de cel gegooid en werden zijn landerijen geconfisqueerd. Nadat Willem II in 1100 overleed, werden Odo en zijn zoon Stefanus door de nieuwe koning Hendrik I in ere hersteld. Odo II van Champagne overleed in 1115.

## Nakomelingen
Odo II en zijn echtgenote Adelheid hadden een zoon:
- Stefanus (1070-1127), graaf van Aumale

## Voorouders
| Voorouders van Stefanus II van Champagne (-1047) | Voorouders van Stefanus II van Champagne (-1047)              | Voorouders van Stefanus II van Champagne (-1047)              | Voorouders van Stefanus II van Champagne (-1047)              | Voorouders van Stefanus II van Champagne (-1047)              | Voorouders van Stefanus II van Champagne (-1047) | Voorouders van Stefanus II van Champagne (-1047) | Voorouders van Stefanus II van Champagne (-1047) | Voorouders van Stefanus II van Champagne (-1047) |
| ------------------------------------------------ | ------------------------------------------------------------- | ------------------------------------------------------------- | ------------------------------------------------------------- | ------------------------------------------------------------- | ------------------------------------------------ | ------------------------------------------------ | ------------------------------------------------ | ------------------------------------------------ |
| Overgrootouders                                  | Odo I van Blois (950-996) ∞ Bertha van Bourgondië (967-1010)  | Odo I van Blois (950-996) ∞ Bertha van Bourgondië (967-1010)  | Willem IV van Auvergne (–1018) ∞ ? (-)                        | Willem IV van Auvergne (–1018) ∞ ? (-)                        | ? (-) ∞ ? (-)                                    | ? (-) ∞ ? (-)                                    | ? (-) ∞ ? (-)                                    | ? (-) ∞ ? (-)                                    |
| Grootouders                                      | Odo II van Blois (983-1037) ∞ Irmgard van Auvergne (990-1040) | Odo II van Blois (983-1037) ∞ Irmgard van Auvergne (990-1040) | Odo II van Blois (983-1037) ∞ Irmgard van Auvergne (990-1040) | Odo II van Blois (983-1037) ∞ Irmgard van Auvergne (990-1040) | ? (–) ∞ ? (-)                                    | ? (–) ∞ ? (-)                                    | ? (–) ∞ ? (-)                                    | ? (–) ∞ ? (-)                                    |
| Ouders                                           | Stefanus II van Champagne (-1047) ∞ [Adela (-)                | Stefanus II van Champagne (-1047) ∞ [Adela (-)                | Stefanus II van Champagne (-1047) ∞ [Adela (-)                | Stefanus II van Champagne (-1047) ∞ [Adela (-)                | Stefanus II van Champagne (-1047) ∞ [Adela (-)   | Stefanus II van Champagne (-1047) ∞ [Adela (-)   | Stefanus II van Champagne (-1047) ∞ [Adela (-)   | Stefanus II van Champagne (-1047) ∞ [Adela (-)   |